# Robin Hood (film 1912)
Robin Hood è un cortometraggio muto del 1912 diretto da Étienne Arnaud e da Herbert Blaché, prodotto dalla Eclair American.
Il film venne girato negli stabilimenti Solax Studio a Fort Lee, nel New Jersey.

## Trama
Le avventure di Robin nella foresta di Sherwood: difensore dei poveri, tra duelli e agguati, combatte i soprusi dello sceriffo di Nottingham. Ogni personaggio della storia viene enfatizzato apparentandolo con un animale che lo caratterizza nel bene o nel male.

## Distribuzione
Il film fu distribuito dall'Universal Film Manufacturing Company. Ne esiste ancora una copia che è stata restaurata dalla Fort Lee Film Commission.

### Uscite del film
- USA  22 agosto 1912